# Administration publique (spécialité)
L’administration publique est l'activité d'administration exercée par une administration publique qui incarne une collectivité publique investie de pouvoirs publics. Par métonymie, l’administration publique ou APU est aussi un champ d'étude de la science politique, qui étudie les administrations publiques en tant qu'organisations, et plus généralement les formes d'organisation des États et des collectivités territoriales, l'organisation de la démocratie, la mise en œuvre des politiques publiques, en bref, tout ce qui touche à l'action ou l'organisation de la sphère publique.

## Histoire de la discipline
Plusieurs concepts existaient avant l'époque contemporaine et avaient été formulés de façon plus ou moins éparse. Par exemple, des concepts organisationnels et comptables devaient exister, même à l'état brut, pour qu'on puisse percevoir efficacement les impôts ou diriger avec autorité une armée. Les princes, les rois et même les tyrans avaient au moins quelques recettes pour assurer leur survie. En Chine, par exemple, il y a eu des écrits, bien avant le XVIIIe siècle, sur l'art de choisir les fonctionnaires les plus compétents pour l'État. En Inde, l'Arthashâstra est un traité ancien de science politique, daté au IVe siècle avant l'ère chrétienne.
Toutefois, les débuts de l'administration publique, comme science, s'observent au XVIIIe siècle en Europe, en particulier en France et en Allemagne. En Allemagne, on se consacre surtout à l'étude des institutions administratives et à leur fonctionnement. En France, la « science de la police » est d'abord un ensemble de méthodes pratiques pour gérer l'État. Dans son ouvrage Principes d'administration publique de 1812, Charles-Jean Baptiste Bonnin entame un virage en proposant que l'Administration Publique devienne une science qui étudie les relations entre les administrés et l'administration publique afin qu'elle fonctionne efficacement.